# Philatelie
Philatelie — филателистический журнал Союза немецких филателистов (Bundes Deutscher Philatelisten).

## История
На годовом общем собрании Союза немецких филателистов (так называемом «Бундестаге»), состоявшемся в Целле в 1948 году, было принято решение о выпуске внутреннего информационного бюллетеня Союза. В январе 1949 года вышел первый номер журнала «Bundes-Nachrichten» («Новости Союза»). Журнал «Bundes-Nachrichten» (с 1961 года: «Bundesnachrichten») поначалу выходил нерегулярно, обычно всего на четырёх страницах. С годами объём журнала рос, так что к 1956 году вышло уже 12 ежеквартальных выпусков. Страницы печатались в формате DIN A5, при этом в начале 1960-х годов выпуск включал в основном от 24 до 40 страниц. С 1963 года в этом печатном издании начали публиковаться иллюстрации, а с 1964 года появилось специальное изображение на обложке.
Благодаря пожертвованиям «Фонда содействия филателии и истории почты» (Stiftung zur Förderung der Philatelie und Postgeschichte; штаб-квартира: Франкфурт-на-Майне) в октябре 1967 года в журнал было включено 24-страничное приложение по филателии и истории почты «Philatelie und Postgeschichte». К 1973 году тираж издания вырос до 61 тысячи экземпляров. В 1979 году тираж составил 64 тысячи экземпляров. Из-за резкого снижения числа членов «Союза немецких филателистов» тираж упал и составлял 38 000 в 2015 году, 24 700 в сентябре 2021 года и 19 350 в сентябре 2024 года.
В начале 1975 года журнал был переименован в «philatelie» («Филателия»), с 1980 года он стал выходить раз в два месяца, с 1993 года — десять раз в год и в новом формате DIN A4. К 1997 году его объём увеличился с 64 до 80 страниц. С 2001 года журнал выходит ежемесячно. С декабря 2014 года текущий номер также доступен в онлайн-формате.

## Оцифровка
В начале 2013 года все выпуски журнала с 1949 по 2012 год были впервые опубликованы в электронном виде в виде PDF-файлов с возможностью поиска на USB-накопителе. Цифровая коллекция ежегодно пополняется.

## Редакторы
- Аннелиза Пойкер (Anneliese Peucker) [впоследствии: Мюнцберг] (1958—1961)[7]
- Пьер Сеги ((Pierre Séguy) (1961—1964)[8]
- Вернер Мюнцберг (Werner Münzberg) (1964—1969)[9]
- Гюнтер Вельтер (Günther Welter) (1969—1979)[10]
- Вольф Й. Пеликан (Wolf J. Pelikan) (1979—1989)[11]
- Вольфганг Маассен (Wolfgang Maassen) (1989—2016)[12]
- Удо Ангерштейн (Udo Angerstein) (с 2017)[13]